# Sân bay Raga
Sân bay Raga là một sân bay ở thị trấn Raga, thuộc bang Tây Bahr el Ghazal của Nam Sudan.

## Vị trí
Sân bay Raga nằm ở thị trấn Raga thuộc bang Tây Bahr el Ghazal, gần biên giới quốc tế với Cộng hòa Trung Phi và Sudan. Sân bay nằm về phía tây nam của khu trung tâm thị trấn.
Vị trí này cách Sân bay quốc tế Juba khoảng 770 km (480 mi) về phía tây bắc. Sân bay Raga nằm ở độ cao 545 m (1.788 ft) trên mực nước biển.